# Epidemiologia
L'epidemiologia es dedica a l'estudi de la distribució, la freqüència, les causes i el control dels factors relacionats amb la salut i la malaltia en poblacions humanes ben definides, i a l'aplicació d'aquest estudi a defensar i millorar la salut de la població. Per tant, l'epidemiologia estudia la salut dels grups humans en relació amb el seu medi (físic, cultural, econòmic). No és una ciència exclusivament mèdica, també hi treballen professionals de l'estadística, les ciències socials, les ciències ambientals i altres ciències de la salut i la vida.
L'epidemiologia es considera la ciència bàsica per a la medicina preventiva i una font d'informació per a la formulació de polítiques de salut pública. L'epidemiologia estudia, sobretot, la relació causa-efecte entre exposició i malaltia. Les malalties no es produeixen de forma aleatòria; tenen causes, moltes de les quals d'origen humà, que poden evitar-se. Per tant, moltes malalties podrien prevenir-se si se'n coneguessin les causes. Els mètodes epidemiològics han estat crucials per a identificar nombrosos factors etiològics que, al seu torn, han justificat la formulació de polítiques sanitàries encaminades a la prevenció de malalties, lesions i morts prematures.
Inicialment l'epidemiologia va sorgir de l'estudi de les epidèmies de les malalties infeccioses. En el segle xx els estudis de l'epidemiologia es basen en l'estudi demogràfic de qualsevol malaltia amb l'ajuda de l'estadística.

## Funcions de l'epidemiologia
L'epidemiologia és una branca important de la salut per a:
1. Identificar problemes de salut en una comunitat.
2. Descriure la història natural de les malalties.
3. Descobrir els factors que augmenten el risc de contraure una malaltia, o la seva etiologia.
4. Aclarir els possibles mecanismes de transmissió d'una malaltia.
5. Predir tendències del comportament d'una malaltia.
6. Conèixer si la malaltia o problema de salut és prevenible o controlable.
7. Conèixer quina és l'estratègia d'intervenció (prevenció o control) més adequada.
8. Provar l'eficàcia de les estratègies d'intervenció.
9. Conèixer la magnitud del benefici d'aplicar les estratègies d'intervenció de la malaltia sobre la població.
10. Avaluar els programes d'intervenció.
11. La medicina moderna, especialment la medicina basada en l'evidència, aquesta basada en els mètodes de l'epidemiologia.

## Branques de l'epidemiologia
- Epidemiologia descriptiva: Descriu el fenomen epidemiològic en temps, lloc i persona, quantificant la freqüència i distribució del fenomen mitjançant les  mesures de freqüència: incidència, prevalença i mortalitat, amb la posterior formulació d'hipòtesis.
- Epidemiologia analítica: Busca, mitjançant l'observació o l'experimentació, establir possibles relacions causa efecte entre "factors" als que s'exposen persones i poblacions i les malalties que presenten. Els factors relacionats amb el desenvolupament de la malaltia s'anomenen "factors de risc".
- Epidemiologia experimental: Busca, mitjançant el control de les condicions del grup a estudiar, el traure conclusions més complexes que amb la mera observació no serien deduïbles. Es basa en el control dels subjectes a estudiar i en l'aleatorització de la distribució dels individus en dos grups, un d'experimental i un de control. S'ocupa de fer estudis en animals de laboratori i estudis experimentals amb poblacions humanes
- Ecoepidemiologia: Busca, mitjançant ferramentes ecològiques, estudiar integralment com interaccionen els factors ambientals amb les persones i poblacions en els mitjans que els rodegen i com això pot influir en l'evolució de malalties que es produeixen a conseqüència de la dita interacció.

## Metodologia en epidemiologia
L'epidemiologia es basa en el mètode científic per a l'obtenció de coneixements. Davant d'un problema de salut, i donades les dades disponibles sobre el mateix, formularem una hipòtesi, la qual es traduirà en una sèrie de conseqüències contrastables mitjançant experimentació. Es realitza llavors un projecte d'investigació que comença a l'arreplegada de dades i la seua posterior anàlisi estadística, amb la qual es calculen mesures d'associació, d'impacte i de contrast d'hipòtesis. Dels resultats d'aquesta investigació podem obtindre tant uns coneixements que traduir en recomanacions de salut pública, com a dades addicionals amb què generar noves hipòtesis.
Els mètodes que utilitza l'epidemiologia per identificar els factors de risc d'una malaltia són, a grans trets, un d'aquests dos:
- Comparar la freqüència de la malaltia en:
  - Grup amb una característica: per exemple, exposats a un determinat producte.
  - Grups sense la característica: per exemple, no exposats a l'esmentat producte.
- Comparar la freqüència dels antecedents d'exposició en:
  - Un grup de malalts (casos)
  - Un grup similar de no malalts (controls)

Si l'exposició està associada estadísticament amb la malaltia, la freqüència de la malaltia o dels antecedents d'exposició en els grups comparats serà diferent. L'epidemiologia utilitza tres eines bàsiques per determinar la freqüència de la malaltia o de l'exposició i identificar els factors de risc:
- Els tipus de disseny d'estudis que permet obtenir dades vàlides.

- Les  mesures de freqüencia  que permeten quantificar la freqüència de la malaltia (o altres esdeveniments relacionats amb la salut com la discapacitat o la mort) o de l'exposició: probabilitat acumulada, oportunitat, taxa o prevalença.

- Mètodes analítics que permeten aclarir de forma òptima la relació entre la malaltia i els possibles factors de risc:
  - Mesures per comparar les mesures de freqüència dels dos grups per determinar:
    - La «força» de l'associació estadística: mesures d'associació: Risc relatiu, Oportunitat relativa i Prevalença relativa.
    - L'impacte de l'exposició causal en la població: mesures d'impacte potencial: Risc atribuïble.
- Mètodes per eliminar la influència de terceres variables que poden confondre la relació entre exposició i malaltia: anàlisi estratificada i regressió.

## Etiologiade les malalties
El triangle epidemiològic causal de les malalties està format pel medi ambient, els agents i el hostes. Un canvi en qualsevol d'aquests tres components alterarà l'equilibri existent per a augmentar o disminuir la freqüència de la malaltia, per tant es poden anomenar factors causals o determinants de la malaltia.

## Història de l'epidemiologia

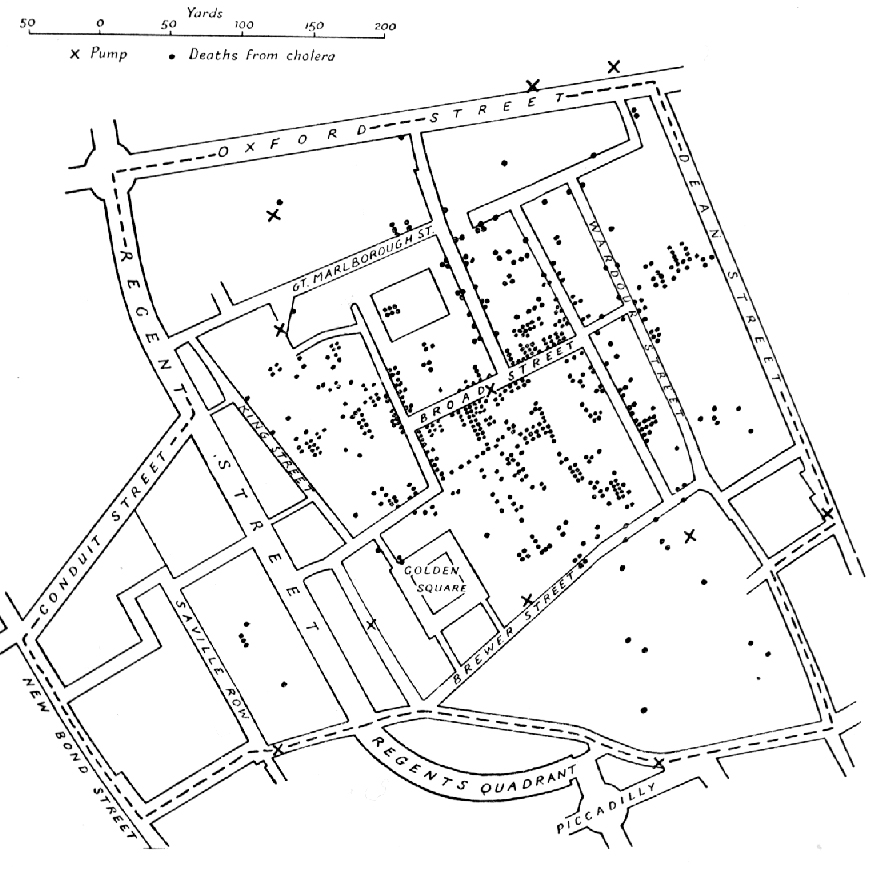
Mapa original del Dr. John Snow. Els punts mostren els casos de còlera durant l'epidèmia ocorreguda a Londres en 1854. Les creus representen els pous d'aigua de què van beure els malalts.

Les bases de l'epidemiologia occidental moderna van ser assentades per Girolamo Fracastoro (Verona, 1487-1573) en les seues obres De sympathia et antipathia rerum ("Sobre la simpatia i l'antipatia de les coses") i De contagione et contagiosis morbis, et eorum curatione ("Sobre el contagi i les malalties contagioses i la seua curació"), ambdues publicades a Venècia en 1546, on exposa d'una forma succinta les seues idees sobre el contagi i les malalties transmissibles.
Es considera a Pierre-Charles Alexandre Louis (1787-1872), metge de París, com a l'introductor, en la primera meitat del segle xix, dels mètodes numèrics en el camp de la medicina occidental. Era una nova forma de raonar que ell anomenava "méthode numérique". Tot i que mai va desenvolupar una teoria formal de l'epidemiologia, el seu mètode es pot considerar com epidemiològic en el sentit que es basava en dos dels principis del mètode epidemiològic: la comparació de grups i l'abordatge poblacional. Va analitzar les característiques comunes de malalts similars per identificar noves malalties, com la febre tifoide. Però és sobretot conegut per haver demostrat que les sagnies realitzades a malalts amb pneumònia, eren menys eficaces del que es pensava.
John Snow va formular la hipòtesi de la transmissió del còlera per l'aigua i ho va demostrar confeccionant un mapa de Londres, on un recent brot epidèmic havia matat més de 500 persones en un període de 10 dies. Va marcar les localitzacions de les llars d'aquells que havien mort. Per les marques sobre el mapa va poder veure que totes les morts havien ocorregut en l'àrea de Golden Square. La més marcada diferència entre aquest districte i la resta de Londres era la font de la seua aigua potable. La companyia d'aigua privada que subministrava al veïnat de Golden Square estava obtenint la seua aigua d'una secció del riu Tàmesi on era conegut que estava especialment contaminat. Quan es va canviar l'obtenció de l'aigua de la font d'un sector del riu més amunt i menys contaminat va cedir l'epidèmia de còlera.
Un progrés molt important en el segle xx, publicat en 1956 amb els resultats de l'estudi de metges britànics, va ser la relació entre el tabaquisme com a factor de risc del càncer de pulmó.

## Revistes
| Revistes generals: - American Journal of Epidemiology - Annals of Epidemiology - Global Epidemiological News Arxivat 2017-06-19 a Wayback Machine. - Canadian Journal of Epidemiology and Biostatistics Arxivat 2011-02-13 a Wayback Machine. - Epidemiologic Reviews - Epidemiology - European Journal of Epidemiology - Emerging themes in epidemiology - Epidemiologic Perspectives and Innovations Arxivat 2012-08-09 a Wayback Machine. - Eurosurveillance - Gaceta Sanitaria / Elsevier - Gaceta Sanitaria / Scielo - International Journal of Epidemiology - Journal of Epidemiology and Community Health | Revistes especialitzades: - Cancer Epidemiology Biomarkers and Prevention - Environmental Health Perspectives Arxivat 2012-01-27 a Wayback Machine. - Epidemiology and Infection - Genetic epidemiology - Journal of Clinical Epidemiology - Occupational and Environmental Medicine (OEM) - Paediatric Perinatal Epidemiology Arxivat 2010-11-18 a Wayback Machine. - Pharmacoepidemiology and Drug Safety Arxivat 2013-10-25 a Wayback Machine. |